# James Augustus Stewart
James Augustus Stewart (ur. 24 listopada 1808, zm. 3 kwietnia 1879) – amerykański polityk związany z Partią Demokratyczną. 

## Życiorys
W latach 1855–1861 przez trzy kadencje Kongresu Stanów Zjednoczonych był przedstawicielem pierwszego okręgu wyborczego w stanie Maryland w Izbie Reprezentantów Stanów Zjednoczonych.